# Arceau
Arceau és un municipi francès, situat al departament de la Costa d'Or i a la regió de Borgonya - Franc Comtat. L'any 2019 tenia 966 habitants.

## Demografia
El 2007 tenia 627 persones habitants. Hi havia 250 famílies. Hi havia 274 habitatges, 252 habitatges principals, 10 segones residències i 11 estaven desocupats.
La població ha evolucionat segons el següent gràfic:

## Economia
El 2007 la població en edat de treballar era de 433 persones, 321 eren actives i 112 eren inactives. Hi havia una quarantena d'empres, entre d'altres dues empreses extractives, tres de fabricació de productes industrials, i empreses de construcció i de serveis de proximitat. Hi ha una escola elemental integrada dins d'un grup escolar amb les comunes properes formant una escola dispersa.
L'any 2000 hi havia 14 explotacions agrícoles que conreaven un total de 963 hectàrees.

## Monuments
- Castell d'Arcelot.
- Castell d'Arceau.

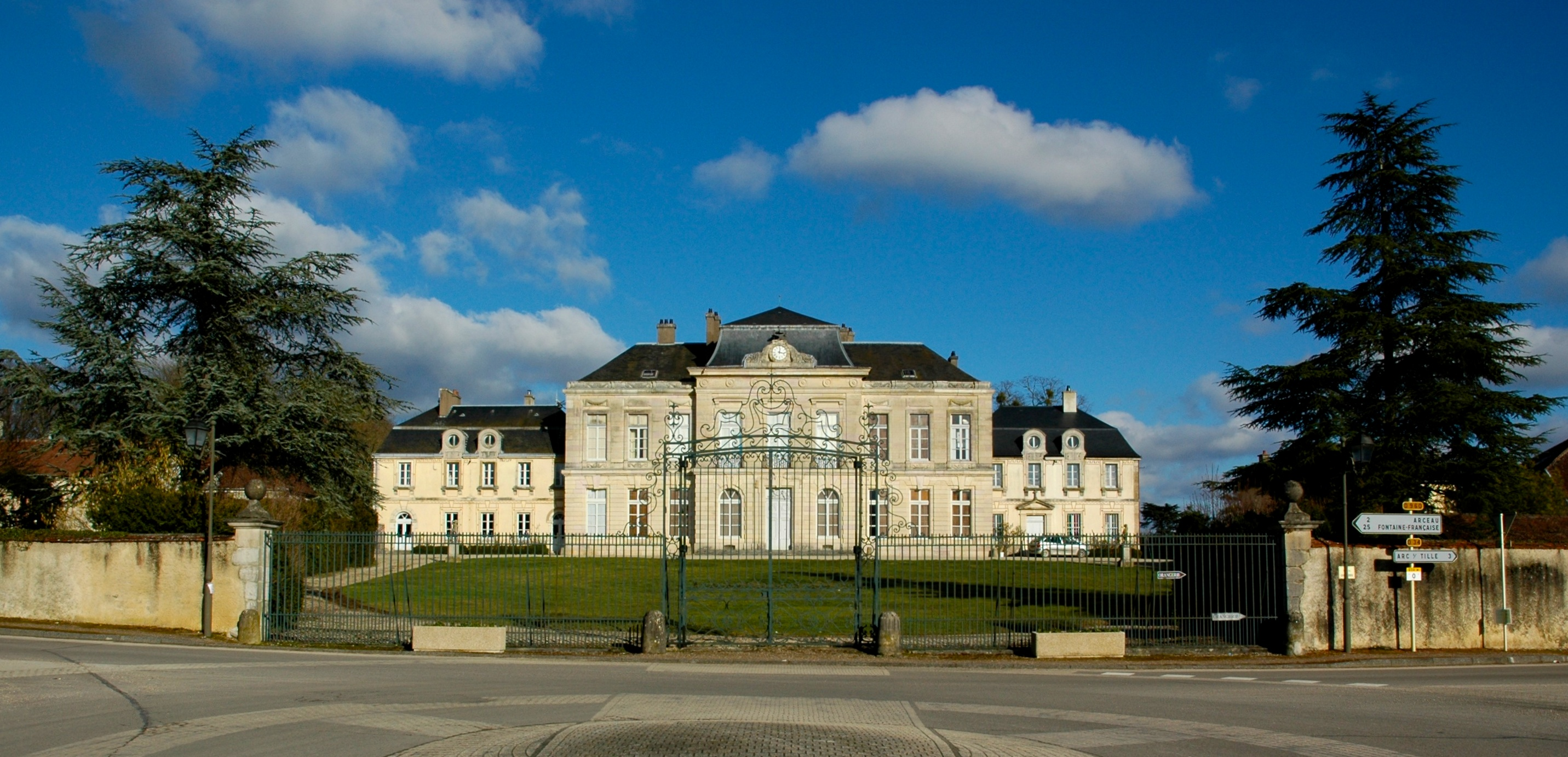
Castell d'Arcelot

- Església de sant Pere, monument històric